# Carmen Tafolla
Carmen Tafolla (San Antonio, Texas, Estados Unidos, 29 de julio de 1951) es una escritora chicana estadounidense. Ha escrito más de treinta libros y ha ganado múltiples premios literarios. Su trabajo ha sido incluido en más de 200 antologías.[cita requerida]

## Biografía
Tafolla nació en San Antonio, Texas, el 29 de julio de 1951. Se graduó de Austin College con una licenciatura en español y francés en 1973, y obtuvo una maestría de educación de Austin College al año siguiente. Continuó su trabajo de postgrado en la Universidad de Texas en Austin, obteniendo un doctorado en educación bilingüe y extranjera en 1981. Tafolla tiene tres hijos y está casada con Ernesto Bernal.

## Carrera académica
Tafolla se desempeñó como director del centro de estudios mexicoamericanos en Texas Lutheran College de 1973 a 1976 y de 1978 a 1979. Fue profesora asociada de estudios sobre la mujer en la Universidad Estatal de California en Fresno, y es profesora asociada de educación en la Universidad de Texas en San Antonio.

## Poesía
Tafolla llamó por primera vez la atención del mundo literario como poeta, cuando leyó algo de su poesía en el Festival de Floricanto en Austin, Texas, en 1975. Publicó su primera colección de poesía, Get Your Tortillas Together al año siguiente. La poesía de Tafolla está muy influenciada por su origen étnico y, a menudo, se centra en los personajes de la chicana, o en temas e imágenes que son importantes para la cultura chicana. Críticas como Yolanda Broyles-Gonzales han notado que los personajes femeninos de Tafolla a menudo muestran una gran fuerza interior, exhibiendo lo que Broyles-Gonzales denomina "una voluntad indomable de soportar y sobrevivir" incluso en las situaciones más adversas.

## Trabajos seleccionados

### Poesía
- Reúna sus tortillas con Reyes Cárdenas y Cecilio García Camarillo. 1976.
- Curandera M & A Ediciones, 1983. Ilustrado por Thelma Ortiz Muraida.
- Curandera: Edición 30 Aniversario . Prólogo del autor y un nuevo prólogo de la profesora Norma E. Cantú. Prensa de alas, 2012.
- Rebozos, ilustrado con pinturas de Carolina Gárate, Wings Press, 2012.
- Sonetos a los seres humanos y otras obras seleccionadas, Lalo Press, 1992.
- Sonetos y Salsa, Wings Press, 2001.
- Este río aquí: Poemas de San Antonio, Wings Press, 2015.

### Libro para niños
- El bebé coyote y la anciana / El coyotito y la viejita . Ilustrado por Matt Novak. Prensa de alas, 2000.
- ¿Qué puedes hacer con una paleta? 2009
- ¿Qué puedes hacer con un rebozo? 2008
- Fiesta Bebés

- La Tortilla Santa y una olla de frijoles: una fiesta de ficción corta. Alas de Pess, 2008.
- Para dividir a un humano: Mitos, machos, y la mujer chicana. Centro Cultural Mexicano Americano de San Antonio, 1975.
- A Life Crossing Borders: Memorias de un confederado mexicano-americano, traducción al inglés de Fidel Tafolla, Arte Público Press (Houston, TX), 2009. (Editado por Carmen Tafolla y Laura Tafolla)

## Premios
- Concurso Nacional de Literatura Chicana, Universidad de California Irivine. Primer Premio (1987) - Otorgado por Sonetos a los Seres Humanos. [5]
- Premio mexicano-estadounidense Tomás Rivera de libros para niños (2009) - Otorgado por la Facultad de Educación de la Universidad Estatal de Texas por The Holy Tortilla and a Pot of Beans [6][7]
- Premio Américas de Literatura Infantil y Juvenil (2010). Otorgado por el Consorcio de Programas de Estudios Latinoamericanos (CLASP) por ¿Qué puedes hacer con una paleta? [2][8]
- Premio mexicano-estadounidense Tomás Rivera de libros para niños (2010) - Otorgado por la Facultad de Educación de la Universidad Estatal de Texas por ¿Qué puedes hacer con una paleta? [2][6][7]
- Premio Charlotte Zolotow al mejor libro de imágenes para niños (2010): otorgado por What Can You with A Paleta? [9]